# Клинтон (округ, Огайо)
Округ Клинтон (англ. Clinton County) располагается в штате Огайо, США. Официально образован 1 марта 1810 года. По состоянию на 2010 год, численность населения составляла 42 040 человека.

## География
По данным Бюро переписи США, общая площадь округа равняется 1 067,832 км2, из которых 1 058,482 км2 суша и 3,610 км2 или 0,880 % это водоёмы.

## Население
По данным переписи населения 2000 года в округе проживает 40 543 жителей в составе 15 416 домашних хозяйств и 11 068 семей. Плотность населения составляет 38,00 человек на км2. На территории округа насчитывается 16 577 жилых строений, при плотности застройки около 16,00-ти строений на км2. Расовый состав населения: белые — 95,99 %, афроамериканцы — 2,19 %, коренные американцы (индейцы) — 0,26 %, азиаты — 0,38 %, гавайцы — 0,00 %, представители других рас — 0,20 %, представители двух или более рас — 0,97 %. Испаноязычные составляли 0,66 % населения независимо от расы.
В составе 34,70 % из общего числа домашних хозяйств проживают дети в возрасте до 18 лет, 57,40 % домашних хозяйств представляют собой супружеские пары проживающие вместе, 10,10 % домашних хозяйств представляют собой одиноких женщин без супруга, 28,20 % домашних хозяйств не имеют отношения к семьям, 23,70 % домашних хозяйств состоят из одного человека, 9,90 % домашних хозяйств состоят из престарелых (65 лет и старше), проживающих в одиночестве. Средний размер домашнего хозяйства составляет 2,56 человека, и средний размер семьи 3,03 человека.
Возрастной состав округа: 26,40 % моложе 18 лет, 10,20 % от 18 до 24, 29,10 % от 25 до 44, 22,10 % от 45 до 64 и 22,10 % от 65 и старше. Средний возраст жителя округа 35 лет. На каждые 100 женщин приходится 96,10 мужчин. На каждые 100 женщин старше 18 лет приходится 92,70 мужчин.
Средний доход на домохозяйство в округе составлял 40 467 USD, на семью — 48 158 USD. Среднестатистический заработок мужчины был 34 448 USD против 23 846 USD для женщины. Доход на душу населения составлял 18 462 USD. Около 6,40 % семей и 8,60 % общего населения находились ниже черты бедности, в том числе — 9,90 % молодежи (тех, кому ещё не исполнилось 18 лет) и 11,60 % тех, кому было уже больше 65 лет.